# 兆琛
兆琛，清朝政治人物。正白旗人。
兆琛為監生出身，笔帖式。咸豐四年（1854年）五月，署任湖南永順府龍山縣知縣。